# Protected Streaming
Protected Streaming ist ein digitales Rechte-Management (DRM-Technologie) von Adobe. Es dient dazu, digitale Inhalte (Video oder Audio Streams) gegen unerlaubte Nutzung zu schützen. Protected Streaming ist eigentlich eine Kombination aus verschiedenen Techniken. Im Wesentlichen spielen zwei Komponenten zusammen.

## Verschlüsselung
Die Inhalte werden durch den Flash-Media-Server während der Übertragung verschlüsselt – es ist also keine Vorab-Verschlüsselung der Dateien notwendig (im Gegensatz zu z. B. Microsoft DRM). Die Daten werden dabei über ein spezielles Protokoll übertragen, entweder rtmpe oder rtmps. rtmps verschlüsselt die Daten via SSL, rtmpe verwendet hingegen ein proprietäres Verfahren. 
rtmpe erzeugt weniger CPU-Last auf dem Flash-Media-Server. Durch ein Sicherheitsleck im Flash Player war in der Vergangenheit der Zugriff auf die übertragenen Daten möglich. Adobe hat diese Sicherheitslücke im Januar 2009 jedoch geschlossen. 
Da sich jedoch der zur Verschlüsselung verwendete RC4 Schlüssel aus einerseits der zu übertragenen Datei selbst, andererseits den letzten 32 Bytes der ersten Serverantwort errechnet, ist sowohl ein Man-in-the-middle-Angriff als auch ein Entschlüsseln des empfangenen Mediastreams durch den Empfänger leicht möglich.
Weiterhin gibt es daher Tools, welche rtmpe-Streams entschlüsseln und auch lokal speichern können, zum Beispiel rtmpdump. Adobe bekämpft jedoch die öffentliche Verbreitung dieser Tools mit Verweis auf den DMCA.

## SWF-Verification
Dieses Verfahren dient dazu zu gewährleisten, dass nur der offizielle, vom Anbieter zur Verfügung gestellte Client verwendet werden kann, um die Streams abzurufen. Mit Client ist hier z. B. ein Flash-Videoplayer gemeint, der vom Inhalte-Anbieter mitgeliefert wird (beispielsweise innerhalb einer Website). Alle erlaubten Clients (.swf-Dateien) werden dabei auf dem Flash-Media-Server hinterlegt. Versucht ein unbekannter Client den Stream abzurufen, verweigert der Flash Media Server den Verbindungsaufbau zum Client.
Ein „abhören“ bzw. „mitschneiden“ der übertragenen Streams kann damit jedoch nicht wirksam verhindert werden.
Weiterhin ist es möglich, auf dem Flash Media Server eine Liste zu hinterlegen, von welchen Hosts aus die Streams abgerufen werden können. Dies dient dazu zu verhindern, dass einfach der komplette Original-Player in fremden Seiten eingebettet wird.